# Arnaldur Indriðason
Arnaldur Indriðason (Reykjavik, 28 januari 1961) is een IJslandse historicus en schrijver van detectiveverhalen. Hij woont met zijn vrouw en drie kinderen in Reykjavík.

## Werk
In 1981 en 1982 was Arnaldur journalist bij het IJslandse dagblad Morgunblaðið, waarna hij als freelance schrijver werkte. Van 1986 tot 2001 was hij filmcriticus bij Morgunblaðið.
Arnaldur publiceerde in 1997 zijn eerste boek Synir Duftsins (Maandagskinderen). Sindsdien is zijn populariteit tot grote hoogten gestegen. In 2004 waren zeven van de tien meest geleende boeken in de bibliotheek van Reykjavík titels van Arnaldur. Maandenlang stond hij met zes boeken in de IJslandse bestsellerlijst. De top-3 leek permanent aan hem toegewezen. Ook buiten IJsland worden Arnaldurs boeken veel gelezen. Ze zijn in het Deens, Duits, Engels, Fins, Frans, Italiaans, Nederlands, Noors, Tsjechisch en Zweeds vertaald en in 26 landen uitgegeven.

## Stijl
Arnaldurs bijzondere schrijfstijl is kenmerkend voor veel thrillers uit de Noordse landen: afstandelijk, melancholisch en met veel aandacht voor eenzame personages. Hij hanteert een sobere, economische maar krachtige en beeldende stijl waarin sfeer- en karaktertekeningen samen met de dialogen een ideale ondergrond vormen voor intrigerende verhalen met zeer veel aandacht voor details. Daarbij komen treffende beschrijvingen van de ongerepte IJslandse natuur en sfeervolle beelden. Het weer en de landschappen, zoals die van de Westfjorden, de Oostfjorden en de hoogvlakten, spelen hierbij een belangrijke rol.
Arnaldur heeft een kritische, bij vlagen ironische kijk op de maatschappij. Als voormalig journalist haat hij poespas. Alle informatie staat in dienst van het verhaal. Het zijn de karakterbeschrijvingen van de personages die veruit de bovenhand hebben en meer aandacht krijgen dan het eigenlijke verhaal.

## Erlendur-reeks
Veel romans van Arnaldur Indriðason uit zijn eerste jaren, draaien om Erlendur Sveinsson, een moeilijk te benaderen man, die als rechercheur over een groot invoelingsvermogen beschikt. Arnaldur verwerkt graag maatschappelijke problemen in zijn Erlendur-thrillers waarbij hij zijn vroegere ervaring als journalist verwerkt. Hij commentarieert en geeft een richting aan voor gedachtevorming. 
Enkele voorbeelden:
- Grafteken beschrijft de grote sociale gevolgen van de Europese politiek van vangstquota voor vissers, zoals leegloop van dorpen en de optredende verstedelijking van Reykjavik.
- In Noorderveen worden de moderne gentechnologie en genetica besproken.
- Huiselijk geweld en de desastreuze gevolgen ervan krijgen in Moordkuil een gezicht.
- De klasse van Engelenstem ligt in de uitwerking van het thema van eenzaamheid en verlies.
- Onderkoeld houdt zich bezig met de vraag of er leven is na de dood.

## Nominaties en prijzen
- Arnaldur Indriðason kreeg tweemaal de "Glerlykilinn" (Glazen Sleutel) voor de beste Scandinavische misdaadroman: in 2002 voor Mýrin (Noorderveen) en in 2003 voor Grafarþögn (Moordkuil). In 2005 won hij de CWA Gold Dagger Award voor Silence of the Grave, de Engelse uitgave van zijn Grafarþögn (Moordkuil).
- La Voix, de Franse vertaling van Engelenstem kreeg in 2007 de Franse Grand prix de littérature policière.
- Onderkoeld won de Blóðdropinn (Bloeddruppel) in 2008, de nationale IJslandse literatuurprijs voor misdaadromans.
- Doodskap was de Vrij Nederland-Thriller van het Jaar 2011. De jury koos het boek uit 384 nieuwe spannende boeken.
- Voor Erfschuld won hij de RBA International Prize for Crime Writing.[1]
- Indriðason won in 2017 voor de tweede maal de Blóðdropinn met Petsamo.

## Films
- Mýrin is in 2006 verfilmd door de IJslandse regisseur Baltasar Kormákur (bekend van de films 101 Reykjavík en Hafið).
- De regisseur Óskar Þór Axelsson maakte in 2023 Napóleonsskjölin (Engelstalige titel: Operation Napoleon].
- Arnaldur schreef het scenario voor de film Reykjavík-Rotterdam. Voor dit scenario won hij samen met co-auteur Oskár Jónasson de prijs voor Beste scenario op de IJslandse Edda Awards.
- In 2012 verscheen Contraband, de Amerikaanse remake van Reykjavík-Rotterdam, met Mark Wahlberg en Kate Beckinsale in de hoofdrol.

## Trivia
Het is een opvallend gegeven, dat vanaf het eerste optreden van Marion Briem in Schemerspel, tot aan Marions overlijden in Winternacht, het geslacht van Marion onduidelijk blijft. Vrijwel nergens wordt duidelijk of Erlendurs mentor een man of een vrouw is. Alleen in hoofdstuk 7 in Noorderveen heeft Erlendur even telefonisch contact met Marion, en hierin blijkt, door slechts één woordje, dat Marion Briem een vrouw is. In Engelenstem wordt Briem zowel in hoofdstukken 5 als 19 meermaals met de woorden 'zij' of 'haar' gekarakteriseerd als vrouw.
- Bibsys: 4024766
- Biblioteca Nacional de España: XX859204
- Bibliothèque nationale de France: cb13773215j (data)
- Catàleg d'autoritats de noms i títols de Catalunya: 981058510793406706
- Gemeinsame Normdatei: 124393373
- International Standard Name Identifier: 0000 0001 2132 1928
- Library of Congress Control Number: nr98032458
- Nationale Bibliotheek van Letland: 000243574
- MusicBrainz: 515e63a4-947a-4bd9-bd02-59f4ca13a4dc
- Nationale Bibliotheek van Tsjechië: xx0018940
- Nationale bibliotheek van Australië: 51937502
- Nationale Bibliotheek van Israël: 987007298613805171
- Nationale Bibliotheek van Polen: a0000002311826
- Nationale en Universitaire bibliotheek Zagreb: 000437781
- Nederlandse Thesaurus van Auteursnamen: 244577048
- Réseau des bibliothèques de Suisse occidentale: 02-A012081251
- Istituto Centrale per il Catalogo Unico: RAVV430378
- LIBRIS: 249363
- Système universitaire de documentation: 084281286
- Trove: 1510379
- Virtual International Authority File: 49405743
- WorldCat: E39PBJcgrVXvbJpGrgqwyq6Myd